# Rewas Arweladse
Rewas Arweladse (georgisch რევაზ არველაძე; * 15. September 1969 in Tiflis, Georgische SSR, Sowjetunion) ist ein ehemaliger georgischer Fußballspieler und derzeitiger -trainer. Die bei der UEFA verwendete englische Transkription lautet Revaz Arveladze.
Rewas Arweladse ist der ältere Bruder der Zwillinge Artschil Arweladse und Schota Arweladse. Er gab während seiner Karriere zwei kurze Gastspiele in Deutschland. Nach einem überragenden Auftritt im Dress von Dinamo Tiflis beim Kölner Hallenturnier 1993 verpflichtete ihn der 1. FC Köln spontan für die Rückrunde der Saison 1993/94. Seine Leistungen unter freiem Himmel erwiesen sich – zumindest in Deutschland – jedoch als Strohfeuer. 1994 verließ er den FC und ging nach Berlin zu Tennis Borussia. Aber auch dort musste er nach einem Jahr wieder gehen. Im FC 08 Homburg fand er einen neuen Verein, für den er auf Torejagd gehen durfte und gleichzeitig als Spielgestalter glänzte. Im Saarland hatte er wohl seine beste sportliche Zeit in Deutschland. Rot-Weiß Oberhausen holte ihn, der inzwischen wieder für Dinamo Tiflis spielte, 1999 in seinen Kader für die 2. Bundesliga, wurde jedoch nur zweimal eingesetzt.
Nach seiner Fußball-Laufbahn übernahm er als 30-Jähriger im Jahre 2000 den Posten als Trainer beim georgischen Rekordmeister Dinamo Tiflis und war damit jüngster Chefcoach in der georgischen Fußballgeschichte.

## Vereine
- Dinamo Tiflis
- 1993–1994 1. FC Köln
- 1994–1995 Tennis Borussia Berlin
- 1995–1996 FC 08 Homburg
- 1996–1997 KV Mechelen
- 1997–1998 FC 08 Homburg
- 1998–1999 Dinamo Tiflis
- 1999–2000 Rot-Weiß Oberhausen

## Statistik
- 1. Bundesliga
7 Spiele; 1 Tor 1. FC Köln

- 2. Bundesliga
2 Spiele Rot-Weiß Oberhausen